# حفل توزيع جوائز الغولدن غلوب الثامن والستون
حفل توزيع جوائز الغولدن غلوب الثامن والستون هو حفل لتكريم أفضل الإنجازات في مجال الأفلام لعام 2010، أقيم يوم 16 يناير 2011 في فندق ذا بيفرلي هيلتون في بيفرلي هيلز، كاليفورنيا، تم بث الحفل على الهواء مباشرة بواسطة إن بي سي ودبي وان وإم بي سي 4 في الشرق الأوسط وشمال أفريقيا. مضيف الحفل كان ريكي جيرفيه. الإعلان عن الترشيحات كان في 14 ديسمبر 2010 من قبل جوش دوهامل، كيتي هولمز و بلير أندروود.

## الفائزين والمرشحين

### فيلم
| أفضل فيلم | أفضل فيلم |
| دراما | كوميدي أو موسيقي |
| --- | --- |
| - الشبكة الاجتماعية - بلاك سوان - المقاتل - استهلال - خطاب الملك | - الأطفال كلهم على ما يرام - أليس في بلاد العجائب - Burlesque - ريد - السائح |
| أفضل أداء في فيلم - دراما | |
| ممثل | ممثلة |
| - كولين فيرث – خطاب الملك بدور الملك جورج السادس - جيسي آيزينبيرغ – الشبكة الاجتماعية بدور مارك زوكربيرغ - جيمس فرانكو – 127 ساعة بدور أرون رالستون - رايان غوسلينغ – عيد حب حزين بدور دين بيريرا - مارك والبيرغ – المقاتل بدور ميكي وارد                | - ناتالي بورتمان – بلاك سوان بدور نينا سايرز / ملكة البجعة - هالي بيري – فرانكي وأليس بدور فرانكي/أليس - نيكول كيدمان – جحر الأرنب بدور بيكا كوربيت - جينيفر لورنس – شتاء بارد بدور ري دولي - ميشيل ويليامز – عيد حب حزين بدور سيندي هيلر          |
| أفضل أداء في فيلم - موسيقي أو كوميدي | |
| ممثل | ممثلة |
| - بول جياماتي – Barney's Version بدور بارني بانوفسكي - جوني ديب – أليس في بلاد العجائب بدور The Mad Hatter - جوني ديب – السائح بدور فرانك توبيلو - جيك جيلنهال – حب ومخدرات أخرى بدور جيمي راندال - كيفين سبيسي – كازينو جاك بدور جاك أبراموف            | - آنيت بنينغ – الأطفال كلهم على ما يرام بدور نيك أولغود - آن هاثاواي – حب ومخدرات أخرى بدور ماغي موردوك - أنجلينا جولي – السائح بدور إليز وورد - جوليان مور – الأطفال كلهم على ما يرام بدور جولس أولغود - إيما ستون – ايزي ايه بدور أوليف بندرغاست |
| أفضل ممثل مساعد | أفضل ممثلة مساعدة |
| - كريستيان بيل – المقاتل بدور ديكي إكلوند - مايكل دوغلاس – وول ستريت: المال لا ينام أبدا بدور غوردون غيكو - أندرو غارفيلد – الشبكة الاجتماعية بدور إدواردو سافرين - جيرمي رينر – البلدة بدور جيمس "جام" كوفلين - جيوفري راش – خطاب الملك بدور ليونيل لوغ | - ميليسا ليو – المقاتل بدور أليس إكلوند - إيمي آدمز – المقاتل بدور شارلين فليمنغ - هيلينا بونهام كارتر – خطاب الملك بدور الملكة إليزابيث - ميلا كونيس – بلاك سوان بدور ليل / The Black Swan - جاكي ويفر – مملكة الحيوان بدور جانين "سمارف" كودي    |
| أفضل مخرج | أفضل سيناريو |
| - ديفيد فينشر – الشبكة الاجتماعية - دارين أرنوفسكي – بلاك سوان - توم هوبر – خطاب الملك - كريستوفر نولان – استهلال - ديفيد أو. راسل – المقاتل | - آرون سوركين – الشبكة الاجتماعية - سيمون بيوفوي و داني بويل – 127 ساعة - ستيوارت بلومبرغ و ليزا تشولودينكو – الأطفال كلهم على ما يرام - كريستوفر نولان – استهلال - ديفيد سيدلر – خطاب الملك                                                       |
| أفضل موسيقى تصويرية | أفضل أغنية أصلية |
| - ترينت ريزنور، اتيكوس روس – الشبكة الاجتماعية - ألكسندر ديسبلا – خطاب الملك - داني إلفمان – أليس في بلاد العجائب - أي.أر. رحمان – 127 ساعة - هانز زيمر – استهلال                                                                                        | - "You Haven't Seen the Last of Me" – Burlesque - "Bound to You" – Burlesque - "Coming Home" – Country Strong - "I See the Light" – رابونزل - "There's a Place For Us" – سجلات نارنيا: رحلة سفينة داون تريدر                                       |
| أفضل فيلم رسوم متحركة | أفضل فيلم بلغة أجنبية |
| - حكاية لعبة 3 - أنا الحقير - كيف تروض تنينك - المشعبد - رابونزل | - في عالم أفضل • الدنمارك - بيوتيفول • المكسيك - The Concert • فرنسا - الحافة ‏ • روسيا - أنا الحب • إيطاليا |

## وصلات خارجية
- حفل توزيع جوائز الغولدن غلوب الثامن والستون على موقع IMDb (الإنجليزية)

- الموقع الرسمي.
- حفل توزيع جوائز الغولدن غلوب الثامن والستون في قاعدة بيانات الأفلام على الإنترنت.